# Tomáš Bureš
Tomáš Bureš (* 27. září 1978 Prostějov, Československo) je bývalý český ligový fotbalový brankář. Nyní působí v týmu FK Brodek u Prostějova.
Nyní působí jako spoluvlastník společnosti ZEVAS (zemědělská firma).

## Klubová kariéra
S fotbalem začínal v domovském Brodku u Prostějova. Po čtyřech letech odešel hrát do SK LeRK Prostějov, kde prošel mládežnickými celky až do mužů. V roce 1999 přestoupil do Olomouce, na podzim 2001 hostoval v Drnovicích, na jaře 2002 v Prostějově po sezoně 2001/02 odešel do Drnovic. Po čtyřech sezonách přestoupil do Brna. V dresu Brna nastoupil k 65 prvoligovým a 9 druholigovým zápasům. Po podzimu 2011 odešel z Brna zpět do rodného Prostějova. Z Prostějova odchází do divizních Kozlovic ze kterých v roce 2017 míří zpět do Brodku u Prostějova.

### Ligová bilance
| Ročník           | Zápasy | Góly | Minuty | Nuly | Klub                  |
| ---------------- | ------ | ---- | ------ | ---- | --------------------- |
| II. liga 1996/97 | 4      | 0    | –      | –    | SK LeRK Prostějov     |
| II. liga 1997/98 | 18     | 0    | –      | –    | SK LeRK Prostějov     |
| II. liga 1998/99 | 28     | 0    | –      | –    | SK LeRK Prostějov     |
| I. liga 1999/00  | 21     | 0    | 1 845  | 6    | SK Sigma Olomouc      |
| I. liga 2000/01  | 7      | 0    | 630    | 3    | SK Sigma Olomouc      |
| II. liga 2001/02 | 11     | 0    | –      | –    | SK LeRK Prostějov     |
| MSFL 2002/03     | –      | 0    | –      | –    | FK Drnovice           |
| II. liga 2003/04 | 29     | 0    | –      | –    | 1. FK Drnovice        |
| I. liga 2004/05  | 28     | 0    | 2 480  | 11   | 1. FK Drnovice        |
| II. liga 2005/06 | 28     | 0    | –      | –    | 1. FK Drnovice        |
| I. liga 2006/07  | 11     | 0    | 929    | 5    | 1. FC Brno            |
| MSFL 2006/07     | 8      | 0    | 720    | 2    | 1. FC Brno „B“        |
| I. liga 2007/08  | 5      | 0    | 450    | 3    | 1. FC Brno            |
| MSFL 2007/08     | 12     | 0    | 1 080  | 5    | 1. FC Brno „B“        |
| I. liga 2008/09  | 12     | 0    | 1 080  | 3    | 1. FC Brno            |
| MSFL 2008/09     | 11     | 0    | 990    | 5    | 1. FC Brno „B“        |
| I. liga 2009/10  | 24     | 0    | 2 160  | 9    | 1. FC Brno            |
| MSFL 2009/10     | 3      | 0    | 270    | 2    | 1. FC Brno „B“        |
| I. liga 2010/11  | 13     | 0    | 1 170  | 1    | FC Zbrojovka Brno     |
| MSFL 2010/11     | 10     | 0    | 900    | 2    | FC Zbrojovka Brno „B“ |
| II. liga 2011/12 | 9      | 0    | 810    | 1    | FC Zbrojovka Brno     |
| MSFL 2011/12     | 1      | 0    | 90     | 1    | FC Zbrojovka Brno „B“ |
| MSFL 2012/13     | –      | 0    | –      | –    | 1. SK Prostějov       |
| MSFL 2013/14     | –      | 0    | –      | –    | 1. SK Prostějov       |
| MSFL 2014/15     | 20     | 0    | 1 800  | 7    | 1. SK Prostějov       |
| MSFL 2015/16     | 4      | 0    | 360    | 0    | 1. SK Prostějov       |
| CELKEM I. LIGA   | 121    | 0    | 10 744 | 41   |                       |
| CELKEM II. LIGA  | 127    | 0    | –      | –    |                       |

## Reprezentační kariéra
Jako třetí brankář se zúčastnil Mistrovství Evropy do 21 let na Slovensku v roce 2000, kde tým obsadil druhé místo. Do zápasů nezasáhl.